# Johnny Lipon
John Joseph Lipon, dit Johnny Lipon, (10 novembre 1922 - 17 août 1998), est un ancien joueur et manager américain de baseball. Il évolue comme receveur en ligue majeure entre 1942 et 1954 puis devient manager par intérim des Cleveland Indians en 1971.

## Carrière
Lipon rejoint l'organisation des Detroit Tigers en 1941 et débute en Ligues majeure l'année suivante. Il sert ensuite trois ans et demi dans l'US Navy lors de la Seconde Guerre mondiale avant de retrouver les terrains de ligues majeures en 1946. Il joue neuf saisons entre 1942 et 1954 sous les couleurs de quatre franchises.
Il commence sa carrière d'entraîneur en 1959 comme manager des clubs écoles de l'organisation des Cleveland Indians. Devenu instructeur des Indians en 1968, il est nommé manager par intérim le 30 juillet 1971 à la suite du licenciement d'Alvin Dark. Lipon ne saisit pas l'opportunité qui se présente et enregistre des résultats décevants : 18 victoires pour 41 défaites. Il est remplacé au terme de la saison 1971.
Lipon trouve ensuite un poste de manager de ligues mineures dans les organisations des Detroit Tigers (1972-1973 et 1986-1992) et des Pittsburgh Pirates (1974-1985).